# Тоцанела (Терамо)
Тоцанела (итал. Tozzanella) је насеље у Италији у округу Терамо, региону Абруцо.
Према процени из 2011. у насељу је живело 43 становника. Насеље се налази на надморској висини од 558 м.